# 3 Words
3 Words – pierwszy studyjny album brytyjskiej piosenkarki Cheryl Cole, członkini grupy Girls Aloud. Wydany przez wytwórnię muzyczną Fascination Records. Album jest dostępny w sprzedaży w Wielkiej Brytanii od 26 października 2009 roku, a od 23 października w Irlandii. Wydany został również w Polsce 12 lutego 2010 w serii Zagraniczna Płyta, Polska Cena.
Artystka pracowała nad albumem m.in. z will.i.amem, z którym nagrała już jeden singel.

## Lista utworów[14][15]
| #   | Tytuł                        | Kompozytorzy                               | Producent                  | Czas |
| --- | ---------------------------- | ------------------------------------------ | -------------------------- | ---- |
| 1.  | "3 Words” feat.will.i.am     | William Adams                              | will.i.am                  | 4:33 |
| 2.  | „Parachute”                  | Syience                                    |                            | 3:40 |
| 3.  | „Heaven”                     | William Adams                              | will.i.am                  | 4:36 |
| 4.  | „Fight for This Love”        | Steve Kipner, Andre Merritt, Wayne Wilkins | Wayne Wilkins              | 3:43 |
| 5.  | „Rain on Me”                 | Livvi Franc                                |                            | 3:50 |
| 6.  | „Make Me Cry”                | Cheryl Cole, William Adams                 |                            | 4:35 |
| 7.  | „Happy Hour”                 | Priscilla Renea, Soulshock & Karlin        | Soulshock & Karlin         | 4:06 |
| 8.  | „Stand Up”                   | Taio Cruz, Fraser, T.Smith                 | Taio Cruz, Fraser, T.Smith | 3:23 |
| 9.  | „Don’t Talk About This Love” | Chris Braide, Nikola Rachelle, Cheryl Cole | Chris Braide               | 3:45 |
| 10. | „Boy Like You”               | William Adams, Cheryl Cole                 | will.i.am                  | 4:26 |
| 11. | "Heartbreaker”               | William Adams                              | will.i.am                  | 3:14 |

## Listy przebojów
Album zadebiutował jako numer jeden w Wielkiej Brytanii sprzedając się w 125 271 nakładzie. W następnym tygodniu album również uplasował się na pierwszej pozycji, tak jak debiutancki singel „Fight for This Love”. 6 listopada 2009 album uzyskał status platyny, sprzedając się od tego czasu w 600 tys. egzemplarzy.
| Lista (2009)                     | Najwyższa pozycja |
| -------------------------------- | ----------------- |
| European Top 100 Albums          | 7                 |
| Irish Albums Chart               | 2                 |
| UK Albums Chart                  | 1                 |
| Lista (2010)                     | Najwyższa pozycja |
| Dutch Albums Chart               | 77                |
| French Digital Albums Chart      | 30                |
| Italian Albums Chart             | 56                |
| Swiss Albums Chart               | 66                |
| Greek International Albums Chart | 24                |
| Spanish Albums Chart             | 64                |
| Korean Albums Chart              | 41                |

## Historia wydania
| Kraj           | Data wydania     | Format                  | Wytwórnia           | Katalog       |
| -------------- | ---------------- | ----------------------- | ------------------- | ------------- |
| Irlandia       | 23 October 2009  | CD, Digital download    | Polydor Records     | 2721459       |
| United Kingdom | 26 October 2009  | CD, Digital download    | Fascination Records | 2721459       |
| United Kingdom | 26 October 2009  | HMV bonus version       | Fascination Records | 2724424       |
| Italy          | 12 February 2010 | CD, Digital download    | Universal Music     |               |
| Polska         | 12 February 2010 | CD, Digital download    | Universal Music     |               |
| Holandia       | 12 February 2010 | CD, Digital download    | Universal Music     |               |
| Szwajcaria     | 12 February 2010 | CD, Digital download    | Universal Music     |               |
| Portugalia     | 15 February 2010 | CD, Digital download    | Universal Music     |               |
| Niemcy         | 5 March 2010     | CD, Digital download    | Universal Music     | 0602527214597 |
| Australia      | 12 March 2010    | CD (JB Hi-Fi Exclusive) | Universal Music     |               |
| Meksyk         | 16 March 2010    | CD, Digital download    | Universal Music     | 602527324838  |
| Brazylia       | 16 March 2010    | CD, Digital download    | Universal Music     | 602527324838  |
| Niemcy         | 19 March 2010    | CD, Digital download    | Universal Music     | 0602527214597 |
| Francja        | 22 March 2010    | CD, Digital download    | Universal Music     |               |
| Australia      | 9 April 2010     | CD, Digital download    | Universal Music     | 2732483       |